# Nopalea auberi
Nopalea auberi är en kaktusväxtart som först beskrevs av Louis Ludwig Karl Georg Pfeiffer, och fick sitt nu gällande namn av Salm-dyck. Nopalea auberi ingår i släktet Nopalea och familjen kaktusväxter. Inga underarter finns listade i Catalogue of Life.

## Bildgalleri

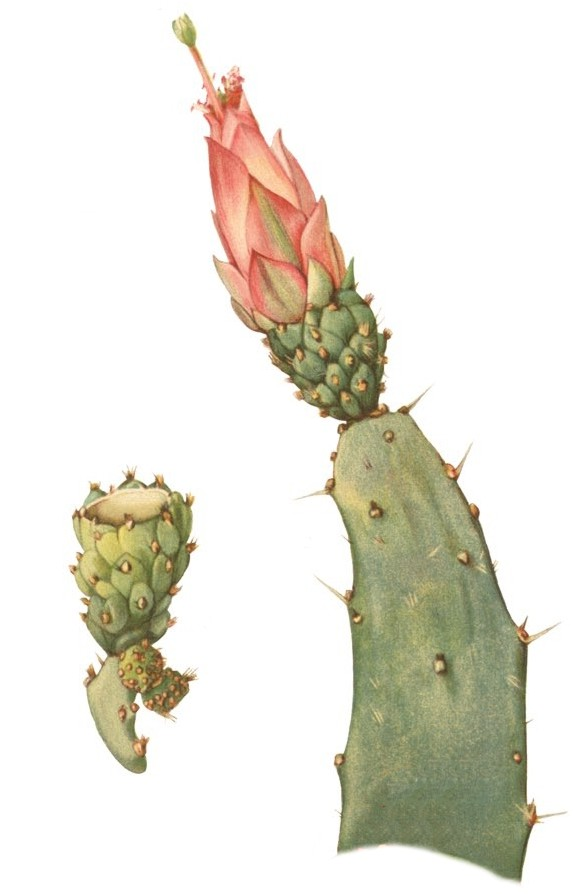
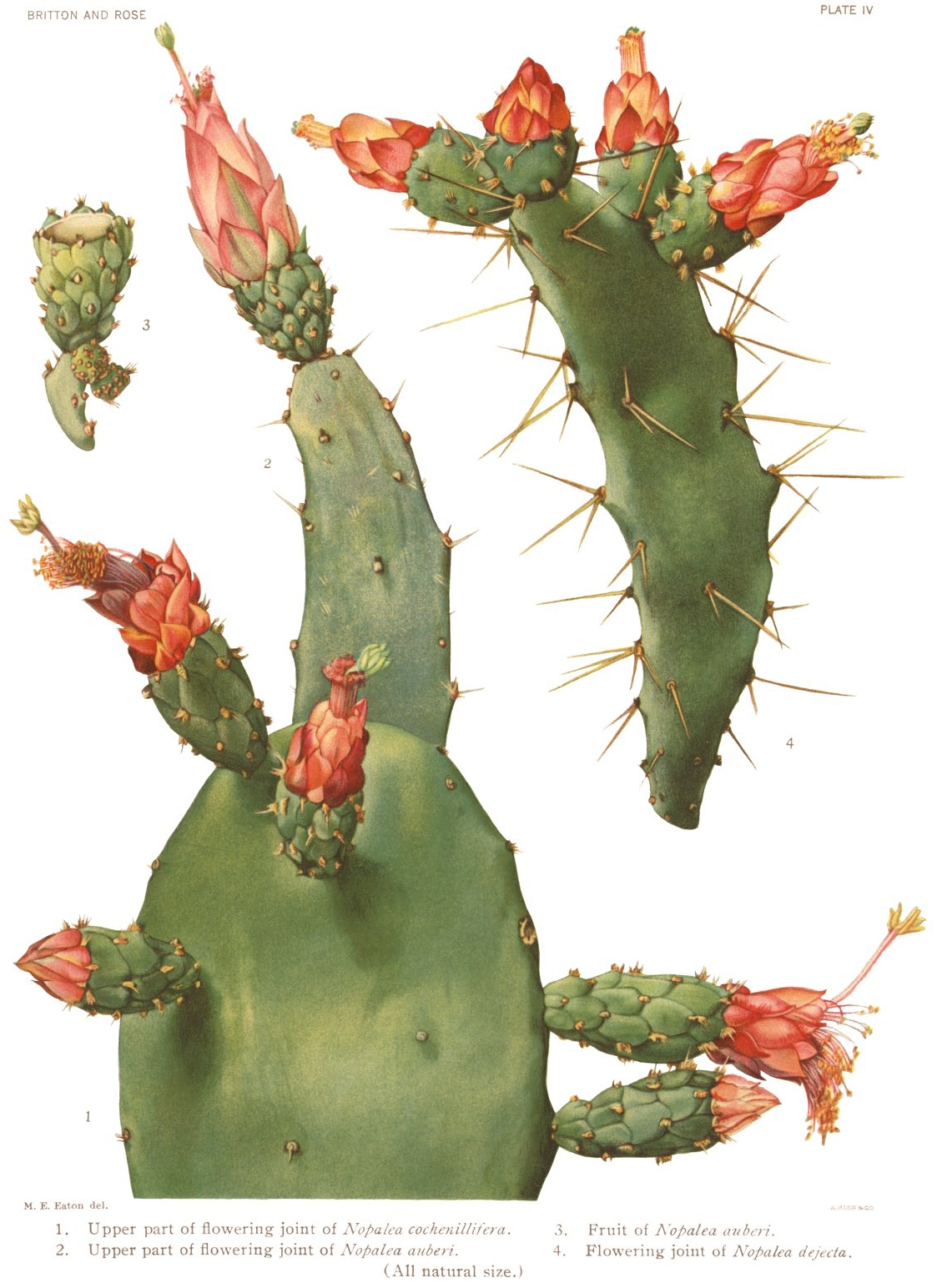